# Marunek rakouský

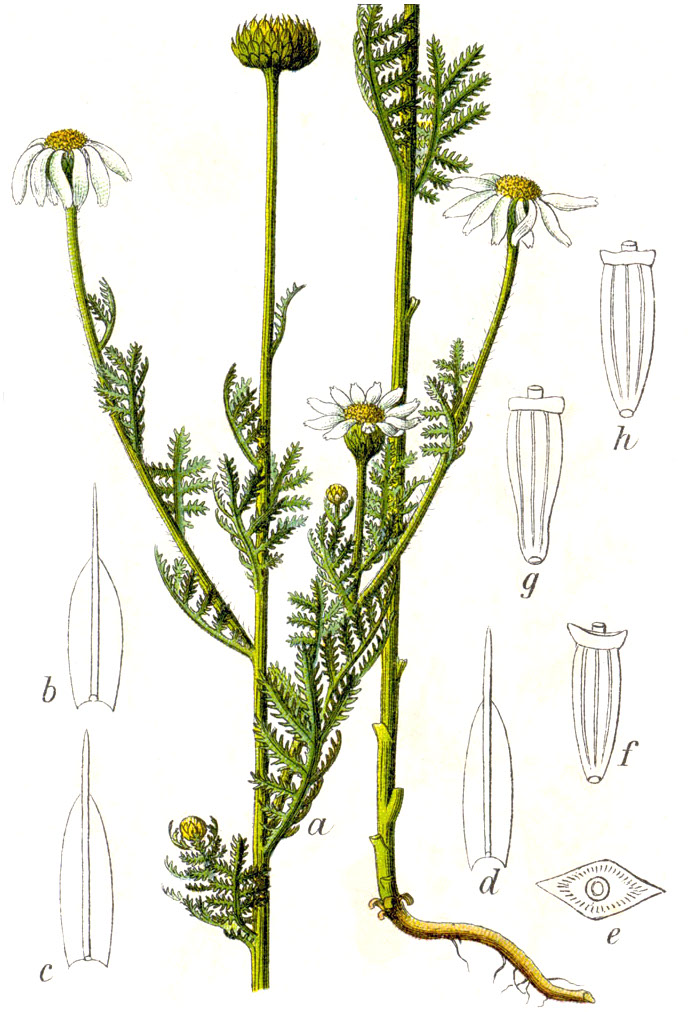
Zobrazení marunku rakouského

Marunek rakouský (Cota austriaca) je jednoletá až dvouletá rostlina středního vzrůstu s mnoha žlutobílými květními úbory kopretinového vzhledu. V české přírodě je tato bylina považována za zdomácnělý archeofyt, který doputoval z oblastí okolo Středozemního moře. Dříve byl tento druh znám pod jménem rmen rakouský (Anthemis austriaca), nyní je pro podstatné odlišnosti z rodu rmen přeřazen do rodu marunek.

## Výskyt
Druh je rozšířen hlavně v Evropě a Asii na územích s mírným podnebím. V Evropě se dlouhodobě vyskytuje hlavně ve Střední, Jihovýchodní a Východní, v Asii na jihozápadě, v oblasti Kavkazu a částečně i ve Střední Asii, roste též na severním pobřeží Afriky. Druhotně se dostal do některých zemí na jihozápadě a severu Evropy, stejně jako do Spojených států amerických.
V České republice se vyskytuje jen ostrůvkovitě, nejvíce na jižní a střední Moravě a ve středních a severozápadních Čechách. Obvykle roste na slunných místech na polích i úhorech, loukách, pastvinách, ve vinicích i na silničních a železničních náspech. Dává přednost sušším půdám, které jsou písčité až hlinité a obsahují dostatek živin.Někdy roste i na obdělávané půdě, hlavně v obilninách, okopaninách a trvalých pícninách, tehdy je považován za plevel.

## Popis
jednoleté až dvouleté byliny s přímými, jednotlivě vyrůstajícími, odstále chlupatými lodyhami vysokými 10 až 60 cm, které jsou v horní části bohatě větvené. V půdě koření jednoduchým nebo rozvětveným kůlovitým kořenem. Tmavozelené lodyžní listy vyrůstají střídavě, jsou přisedlé, pravidelně dvakrát peřenosečné s peřenosečnými úkrojky. V obryse bývají vejčité až podlouhlé obkopinaté, jsou dlouhé 1,5 až 4 cm a široké 1 až 2 cm, oboustranně chlupaté a mají vřetena slabě zubatá.
Úbory s květy vyrůstají na dlouhých stopkách z vrcholů lodyh a větví, na rostlině jich obvykle bývá tři až deset a mívají v průměru 2 až 4 cm. Široce nálevkovitý, polokulovitý, chlupatý zákrov je tvořen světle zelenými listeny kopinatého tvaru, které jsou na špičce hnědě lemované. Květní lůžko je polokulovité a plevnaté. Uprostřed zákrovu, v terči, vyrůstají květy oboupohlavné, trubkovité, které mají po pěti korunních lístcích zlatožluté barvy. Po obvodě jsou květy samičí, jazykovité, s bílými ligulami dlouhými 1 až 1,5 cm.
Plody jsou zploštělé, 2,5 mm dlouhé, nahnědlé nažky, které jsou čtyřhranné, v průřezu kosoúhlé, po bocích mají po dvou mělkých rýhách a na vrcholu úzký lem.

## Rozmnožování
Rostlina se rozmnožuje výhradně semeny (nažkami), kterých na rostlině dozrává i přes tisíc. Jsou rozšiřovány větrem, povrchovou vodou, špatně vyčištěným osivem nebo lidskou činností. Nažky klíčí nepravidelně, na podzim nebo časně na jaře. V půdě si podržují dobrou klíčivost po několik let.

## Ohrožení
Pro svůj občasný výskyt na obdělávaných polích je sice marunek rakouský považován za plevel, na druhé straně však následkem používání herbicidů a dobré péče o půdu i osivo z české krajiny postupně mizí. Byl proto v "Červeném seznamu cévnatých rostlin České republiky z roku 2012" zařazen mezi ohrožené rostlinné druhy (C3).

## Galerie

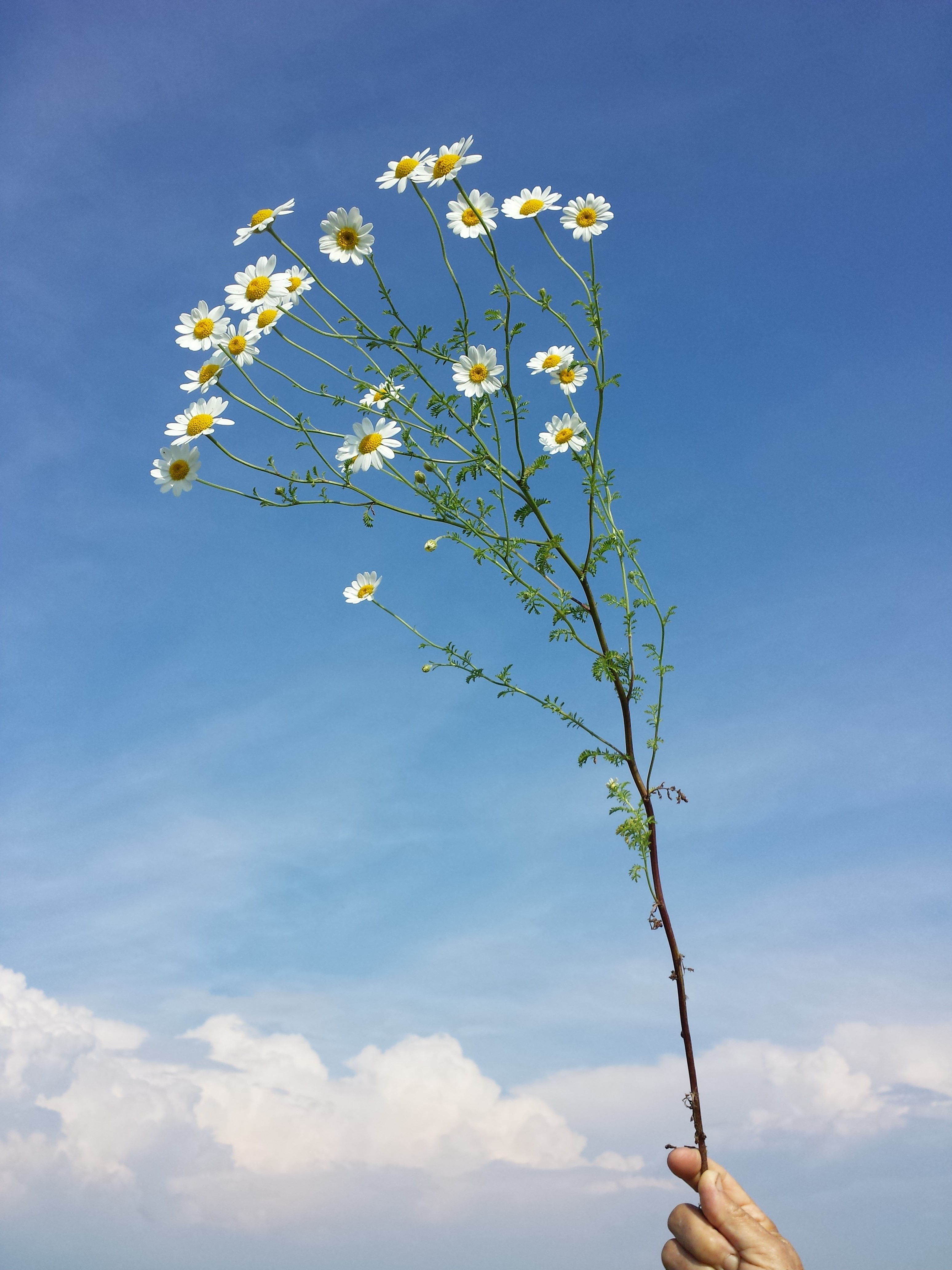
Kvetoucí rostlina
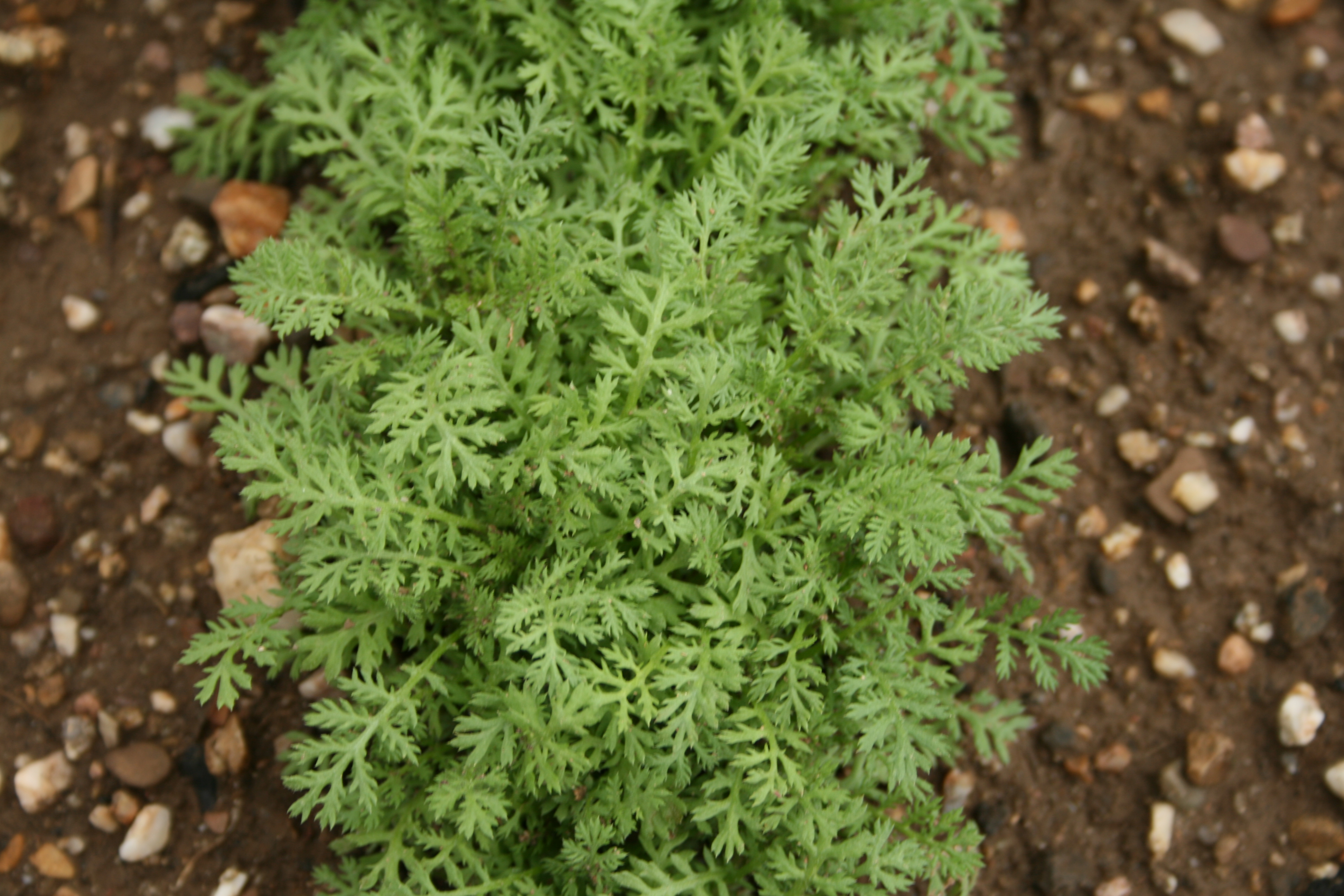
Mladá rostlina
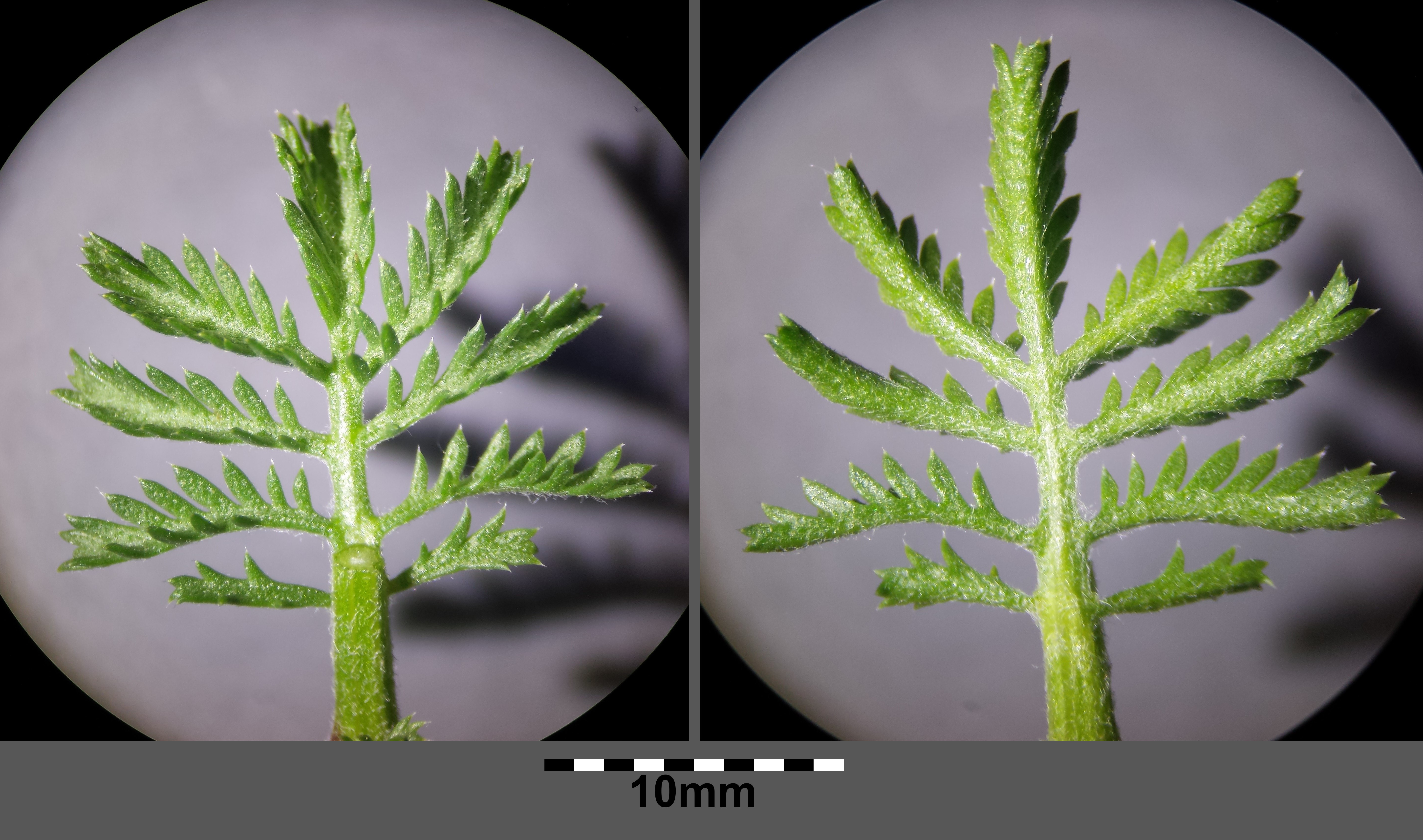
List